# Уно Геннінґ
Кнут Уно Геннінґ (швед. Knut Uno Henning, 11 вересня 1895, Стокгольм, Швеція — 16 травня 1970, Стокгольм) — шведський актор театру та кіно.
Навчався в школі Королівського драматичного театру (1915-1917). По завершенню студій грав у Королівському театрі з 1918 по 1925 роки та з 1935 по 1965 рік.
Між 1929 та 1935 роками виступав в стокгольмському театрі «Бланш».

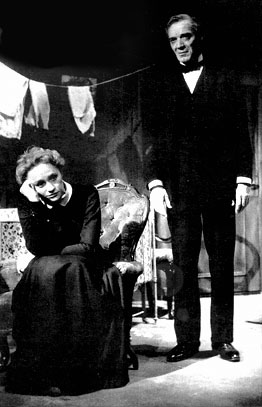
Ґанн Вольґрен та Уно Геннінґ у виставі «Гра снів» за твором А. Стріндберґа. Королівський драматичний театр, 1955.

Дебютував у кіно 1919 року в фільмі «Небезпечне залицяння» (Ett farligt frieri). Відтоді зіграв близько у сорока шведських стрічках та телевізійних поставах. Відомий за фільмами «Кохання Жанни Ней» (Die Liebe der Jeanne Ney, 1927), «Котедж у Дартмурі» (1929), «Знайти свій шлях» (Var sin väg, 1948), «Штормова погода» (Oväder, 1960).
Вітчим актриси Єви Геннінґ (1920-2016).
Похований на Північному цвинтарі у Стокгольмі.